# 京都女子大学短期大学部
京都女子大学短期大学部（日语：／ Kyōto Joshi Daigaku Tanki Daigakubu *），简称京女短，是過去一所位于日本京都府京都市东山区的私立短期大学。2011年停止招生。

## 概要

### 简介
- 学校最早可以追溯到1910年[1]。短期大学为于1950年开办、由学校法人京都女子学园经营、来源于亲鸾的净土真宗、由于教育的基础是佛教。招生到2010年[2]。

### 历史
- 1950年 京都女子大学短期大学部成立并同时设置两个学科四个专攻、以下列举。
  - 文学科
    - 日语专攻
    - 英语专攻

  - 家政科
    - 服装专攻[注 5]
    - 食物专攻
- 1951年 经营组织改编为学校法人京都女子学园。两个专攻成立、以下列举（但各自招生到于1953年、停办于1955年[2]）。
  - 日语科第二部
  - 家政科第二部
- 1956年 初等教育科成立[2]。
- 1991年 学科和专攻改名为、以下列举[2]。
  - 文科→文学科
    - 日语专攻→日语·日本文学专攻
    - 英语专攻→英语·英文学专攻

  - 家政科→生活科学科
    - 家政专攻→生活科学专攻
    - 服装专攻[注 5]→生活造型专攻
    - 食物专攻→食物营养专攻（以后招生到于2003年）

  - 初等教育科→初等教育学科
- 2010年 最后一年招生、次年停止招生[2]。

### 宪章
- 请参看京都女子大学短期大学部的标志 （日語） 2014年5月22日阅览。

## 学校环境
- 校区：在京都府京都市东山区[注 1]

## 历任校长
- 川本重雄：最后短期大学校长[2]

## 组织

### 学科
| - 文学科 - 日语・日文专攻 - 英语・英文专攻 - 初等教育学科 - 生活造型学科 |

### 前学科
| - 生活科学科 - 生活造型专攻 - 食物营养专攻 - 文科第二部 - 家政科第二部 |

### 专科
| - 没有 |

### 业余课程
| - 没有 |

## 知名校友
- 片山由香：女演员
- 南かおり：女无线电演员
- 江川悦子：女特殊化妆艺术家

## 相关链接
- 日本短期大学列表
- 龙谷大学短期大学部
- 九州龙谷短期大学
- 兵库大学短期大学部
- 东九州短期大学